# FK Tałas
FK Tałas (kirg. Футбол клубу «Талас») – kirgiski klub piłkarski, mający siedzibę w mieście Tałas, na zachodzie kraju.

## Historia
Chronologia nazw:
- 1992: Manas Tałas (ros. «Манас» Талас)
- 1993: FK Tałas (ros. ФК «Талас»)
- 1994: Manas Tałas (ros. «Манас» Талас)
- 1997: Manas-Dinamo Tałas (ros. «Манас-Динамо» Талас)
- 1998: Manas Tałas (ros. «Манас» Талас)
- 2000: Manas-Dinamo Tałas (ros. «Манас-Динамо» Талас)
- 2001: Manas Tałas (ros. «Манас» Талас)
- 2003: Manas-Ordo Tałas (ros. «Манас-Ордо» Талас)
- 2006: FK Tałas (ros. ФК «Талас»)
- 2007: Szadikan Tałas (ros. «Шадикан» Талас)
- 2008: Dżeruj-Ałtyn Tałas (ros. «Джеруй-Алтын» Талас)
- 2012: FK Tałas (ros. ФК «Талас»)
- 2013: klub rozwiązano
- 2016: FK Tałas (ros. ФК «Талас»)

Piłkarski klub Manas został założony w miejscowości Tałas w roku 1992. W 1992 klub startował w rozgrywkach Pucharu Kirgistanu, ale w 1/16 finału nie stawił się na mecz z klubem Ałga-Weterany Biszkek. W 1993 zmienił nazwę na FK Tałas i znów startował w Pucharze, ale w następnym roku wrócił do starej nazwy. W 1997 jako Manas-Dinamo Tałas po raz kolejny startował w rozgrywkach pucharowych. W 1998 przywrócił historyczną nazwę Manas Tałas i startował w Pierwszej Lidze. W 1999 kontynuował występy w Pierwszej Lidze. W 2000 po fuzji z Dinamo Tałas przyjął nazwę Manas-Dinamo Tałas i zgłosił do rozgrywek w Wyższej Lidze, w której zajął przedostatnie 11.miejsce. W 2001 znów wrócił do nazwy Manas Tałas i przystąpił do rozgrywek o Puchar Kirgistanu. W 2003 po znalezieniu sponsora jako Manas-Ordo Tałas znów startował w Wyższej Lidze, gdzie zajął ostatnie 11.miejsce w grupie północnej. W następnym sezonie 2004 występował w rozgrywkach pucharowych. W 2006 zmienił nazwę na FK Tałas. W 2007 jako Szadikan Tałas, a w 2008, 2009 i 2011 jako Dżeruj-Ałtyn Tałas występował w rozgrywkach o Puchar Kirgistanu. W 2012 przywrócił nazwę FK Tałas i kontynuował występy w pucharowych. W końcu roku 2013 klub został rozwiązany. W 2014 w mieście grał stoliczny klub FC-96 Biszkek, który po przeprowadzce do Tałasu zmienił nazwę na Manas Tałas, ale w 2015 wrócił do stolicy i zmienił nazwę na KG United Biszkek. W 2016 klub został reaktywowany jako FK Tałas i znów startował w rozgrywkach o Puchar Kirgistanu.

## Sukcesy

### Trofea międzynarodowe
Nie uczestniczył w rozgrywkach azjatyckich (stan na 31-12-2015).

### Trofea krajowe
| \| \| Zdobyte trofea w rozgrywkach Kirgistanu (stan na: 31-12-2015) \| |                                                               |      |            |
| Rozgrywki                                                              | Osiągnięcie                                                   | Razy | Sezon(y)   |
| Mistrzostwo                                                            | I miejsce                                                     | 0    |            |
| Mistrzostwo                                                            | II miejsce                                                    | 0    |            |
| Mistrzostwo                                                            | III miejsce                                                   | 0    |            |
| Mistrzostwo                                                            | 11.miejsce                                                    | 2    | 2000, 2003 |
| Puchar                                                                 | zdobywca                                                      | 0    |            |
| Puchar                                                                 | finalista                                                     | 0    |            |
| Puchar                                                                 | ćwierćfinalista                                               | 1    | 2012       |
| II liga                                                                | I miejsce                                                     | ?    |            |
| II liga                                                                | II miejsce                                                    | ?    |            |
| II liga                                                                | III miejsce                                                   | ?    |            |
| Kirgistan                                                              | Zdobyte trofea w rozgrywkach Kirgistanu (stan na: 31-12-2015) |      |            |

## Stadion
Klub rozgrywa swoje mecze domowe na stadionie Żasztyk w Tałasie, który może pomieścić 1000 widzów.